# Anguilla bicolor
Anguilla bicolor е вид лъчеперка от семейство Anguillidae. Видът е почти застрашен от изчезване.

## Разпространение
Разпространен е в Бангладеш, Виетнам, Западна Австралия, Йемен (Сокотра), Индия, Индонезия (Малки Зондски острови, Сулавеси и Ява), Кения, Мадагаскар, Малдиви, Мианмар, Микронезия, Мозамбик, Оман, Папуа Нова Гвинея, Северни Мариански острови, Сомалия, Танзания, Филипини, Шри Ланка и Южна Африка.